# Her Sacrifice (film, 1914)
Her Sacrifice est un film muet américain réalisé par Colin Campbell et sorti en 1914.

## Fiche technique
- Réalisation : Colin Campbell
- Scénario : Colin Campbell
- Date de sortie : États-Unis : 21 novembre 1914

## Distribution
- Charles Clary
- Wheeler Oakman
- Kathlyn Williams